# Fat Old Sun
Fat Old Sun ist ein Lied der britischen Rockband Pink Floyd, das von David Gilmour verfasst wurde und das vierte Stück des Albums Atom Heart Mother ist. Die leichte, pastorale Atmosphäre erinnert eher an die Musik der Vorgängeralben Ummagumma und More.

## Musik
Während Atom Heart Mother eher progressiv ist, ist Fat Old Sun eher dem Album More von 1969 und dem Stück Grantchester Meadows von Roger Waters ähnlich. Das Stück wurde wesentlich von Gilmour alleine eingespielt, nur die elektronischen Orgeln stammen von Richard Wright.
Das Stück beginnt mit leisen Glockenklängen, nach neun Sekunden setzt die Musik ein. Gilmour spielt auf seiner Akustikgitarre, im Slide-Stil auf seiner Blackstrat und auf einem E-Bass. Bei 0:14 Min. beginnt die erste Strophe, welche Gilmour nahe an seinem Fallset singt. Bei Beginn der ersten Strophe spielt Wright auch auf einer Orgel. Bei 1:24 Min. setzt der Refrain mit einem kurzen Schlagzeug-Fill ein, das – wie alle Schlagzeugaufnahmen bei Fat Old Sun – von Gilmour selbst eingespielt wurde. Nach dem Refrain beginnt bei 2:05 Min. die zweite – kürzere – Strophe, nun mit Schlagzeug begleitet. Danach singt Gilmour wieder den Refrain, schließlich beginnt eine kurze Solopassage, die zum Fadeout des Liedes wird. Am Schluss sind wieder leise die Glocken vom Beginn zu hören.

## Aufführungen
Fat Old Sun ist neben Atom Heart Mother das einzige Lied des gleichnamigen Albums, das Pink Floyd auf ihren Konzerten regelmäßig interpretierten. Sie spielten es 1970 und 1971, strichen es jedoch 1972 auf den Tourneen zu The Dark Side of the Moon. Vor allem 1971 wurde die Länge des Stücks durch Soli verdoppelt oder sogar verdreifacht.
Gilmour setzte das Stück ab 2002 auf seinen drei Solo-Tourneen wieder auf seine Setlist; er spielte es in einer Version sehr nah am Original.

## Weitere Veröffentlichungen
Gilmour schlug vor, Fat Old Sun in die Kompilation Echoes: The Best of Pink Floyd einzubringen. Dies scheiterte allerdings an den anderen Bandmitgliedern. Es taucht auch auf keiner anderen Kompilation der Band auf.
Mehrere Liveversionen von Fat Old Sun sind im Boxset The Early Years: 1967–1972 enthalten, die allesamt bei BBC Konzerten entstanden sind. Die erste Version ist von 1970 und der originalen Version sehr nahe, während die Zweite von 1971 mit einer Laufzeit von ca. 14:00 Min. eher dem üblichen Live-Arrangement entspricht.

## Besetzung
- David Gilmour: Gitarren; E-Bass; Schlagzeug, Balalaika, Flöte, weitere Instrumente
- Richard Wright: Elektronische Orgeln

## Trivia
- Die Glockenklänge am Anfang und am Ende sind die gleichen, die auch die Kinks für ihr Stück Big Black Smoke genutzt haben.[1]
- Obwohl Gilmour mehrfach geäußert hat, dass er kein guter Komponist sei, findet er Fat Old Sun sehr gelungen.[2]